# Andreas Radbruch
Andreas Radbruch (* 3. November 1952 in Celle) ist ein deutscher Immunologe. Er leitete von 1996 bis 2023 das Deutsche Rheuma-Forschungszentrum Berlin (DRFZ) und hatte bis zu seiner Emeritierung 2021 eine Professur für Experimentelle Rheumatologie an der Charité-Universitätsmedizin Berlin inne, wo er weiterhin als Seniorprofessor eine Arbeitsgruppe leitet.

## Leben
Andreas Radbruch erwarb 1976 an der Universität Bonn das Diplom im Studienfach Biologie, 1980 promovierte er an der Universität zu Köln. Als wissenschaftlicher Mitarbeiter beziehungsweise Hochschulassistent arbeitete er – unterbrochen von einem Forschungsaufenthalt an der University of Alabama at Birmingham 1987 – bis zu seiner Habilitation 1988 am Institut für Genetik der Uni Köln. Hier blieb er auch zunächst als Dozent, bevor er 1990 an der Uni Köln eine Professur für Genetik und Immunologie erhielt.
Radbruch war von 1996 bis 2023 Wissenschaftlicher Direktor des Deutschen Rheuma-Forschungszentrums (DRFZ) in Berlin. An der Humboldt-Universität zu Berlin hatte er von 1998 bis 2021 eine Professur für experimentelle Rheumatologie inne. Er blieb nach seiner Emeritierung als Seniorprofessor an der Charité und leitet weiterhin (Stand 2023) die Arbeitsgruppe Zellbiologie.
2007/2008 war Radbruch Präsident der Deutschen Gesellschaft für Rheumatologie, 2009/2010 der Deutschen Gesellschaft für Immunologie. Von 2016 bis 2021 war Radbruch Präsident der European Federation of Immunological Societies (EFIS).

## Wirken
Schwerpunkte von Radbruchs Forschungen sind Autoimmunität, Entzündung und Immunpathologie, die Biologie von T- und B-Lymphozyten und Plasmazellen und die Entwicklung und molekulare Prägung des immunologischen Gedächtnisses. Besondere Verdienste hat er sich um die Entwicklung von Zytometrie und Zellsortierung erworben, insbesondere auch mit Magnetpartikeln (siehe Magnetic Cell Separation). Er konnte außerdem die molekularen Grundlagen des Antikörper-Klassenwechsels in B-Lymphozyten aufklären. Radbruch entdeckte, dass langlebige Gedächtniszellen (insbesondere Antikörper-produzierende Plasmazellen aber auch T-Helferzellen, aus denen sich die T-Gedächtniszellen entwickeln) in speziellen Nischen im Knochenmark überleben, von wo aus sie sowohl die verstärkte Immunantwort bei einer erneuten Infektion leisten können, als auch krankhafte Entzündungserscheinungen wie bei Rheuma oder chronisch-entzündlichen Darmerkrankungen aufrechterhalten.
Am DRFZ förderte Radbruch die interdisziplinäre Zusammenarbeit und die Kooperation mit klinischen Institutionen wie der Charité. Unter seiner Ägide entstanden erfolgreiche kommerzielle Ausgliederungen des DRFZ wie Miltenyi Biotec oder Amaxa (später von der Lonza Group aufgekauft).

### COVID-19
Im Rahmen der COVID-19-Pandemie äußerte er sich kritisch zur Wirksamkeit von Boosterimpfungen und zu einer Impfpflicht gegen COVID-19:

„Wiederholtes ‚Boostern‘ sättigt das Immunsystem. […] Eine Impfpflicht wird es erschweren, bei künftigen Infektionswellen angepasst impfend zu reagieren.“

## Auszeichnungen (Auswahl)
- 1994 Karl Heinz Beckurts-Preis[6]
- 2000 Aronson-Preis des Berliner Senats[7]
- 2003 Mitglied der Leopoldina[8]
- 2008 Bundesverdienstkreuz am Bande[9]
- 2009 Mitglied der Berlin-Brandenburgischen Akademie der Wissenschaften[10]
- 2010 Mitglied der European Molecular Biology Organization
- 2014 Avery-Landsteiner-Preis der Deutschen Gesellschaft für Immunologie[11][12]
- 2017 Franziskus Blondèl-Medaille der Stadt Aachen
- 2022 Mitglied der Academia Europaea[13]